# Bill Crawford-Compton
William Vernon Crawford-Compton (ur. 2 marca 1915, zm. 2 stycznia 1988) – nowozelandzki lotnik, as myśliwski okresu II wojny światowej.

## Życiorys
Urodził się 2 marca 1915 w Invercargill, młodość spędził w Waiuku niedaleko Auckland.
Pod koniec 1938 z trzema kolegami wypłynął keczem „Land’s End” do Anglii. Żaglowiec rozbił się na rafie u wybrzeży Nowej Gwinei. Cała czwórka przeżyła katastrofę. Z wraku zrobili tratwę na której dryfowali 12 godzin by w końcu dotrzeć do małej wyspy. Po sześciu tygodniach spędzonych z  tubylcami dotarli do dużego miasta z którego mogli kontynuować podróż. Crawford-Compton zaokrętował na parowiec, podczas rejsu pracował jako cieśla. 6 września 1939 przybył do Liverpoolu, tego samego dnia wstąpił do Royal Air Force jako mechanik.
Po odbyciu szkolenia lotniczego, w marcu 1941 został skierowany do 485 (nowozelandzkiego) dywizjonu w stopniu sierżanta.
Po promocji na pierwszy stopień oficerski podporucznika (pilot officer) pod koniec 1941, zestrzelił messerschmitta Bf 109 na pewno oraz prawdopodobnie dwa inne. 12 lutego 1942 485 dywizjon brał udział w operacji Cerberus, Crawford-Compton, dowódca eskadry strącił Bf 109 na zachód od Ostendy.
Pod koniec lutego został odznaczony Distinguished Flying Cross, w marcu i kwietniu osiągnął cztery indywidualne i jedno zespołowe zwycięstwo. Pod koniec kwietnia odniósł rany podczas przymusowego lądowania. Po powrocie do zdrowia w lipcu 1942 otrzymał przydział do 611 dywizjonu jako dowódca eskadry. W grudniu objął dowództwo 64 dywizjonu, zestrzelił 4 niemieckie myśliwce i otrzymał Distinguished Flying Cross po raz drugi.
W marcu 1943 zestrzelił 2 focke-wulfy Fw 190 na pewno i jednego prawdopodobnie. W czerwcu stanął na czele skrzydła Hornchurch. Pod koniec 1943 otrzymał Distinguished Service Order i został wysłany do Stanów Zjednoczonych na wykłady z taktyki.
W kwietniu 1944 awansował na podpułkownika (wing commander) i został dowódcą skrzydła złożonego z trzech francuskich dywizjonów i stacjonującego w południowej Anglii. Po lądowaniu w Normandii zestrzelił 4 maszyny wroga.
Z początkiem 1945 otrzymał Distinguished Service Order po raz drugi. Po zakończeniu działań wojennych zajmował różne dowódcze stanowiska, dowodził między innymi bazami w Brüggen, Gamil oraz 22 Grupą RAF. Po nominacji generalskiej zajmował stanowiska szefa sztabu Kwatery Głównej Wojsk Brytyjskich na Cyprze.
Podczas II wojny światowej odniósł 21 indywidualnych zwycięstw oraz jedno zespołowe.

## Odznaczenia
- Kawaler Orderu Łaźni
- Komandor Order Imperium Brytyjskiego
- Srebrna Gwiazda
- Kawaler Legii Honorowej